# Герен (город)
Герен (нем. Gehren) — район города Ильменау в Германии, в земле Тюрингия, район Ильм. Население составляет 3466 человек (на 31 декабря 2010 года). Занимает площадь 43,79 км².

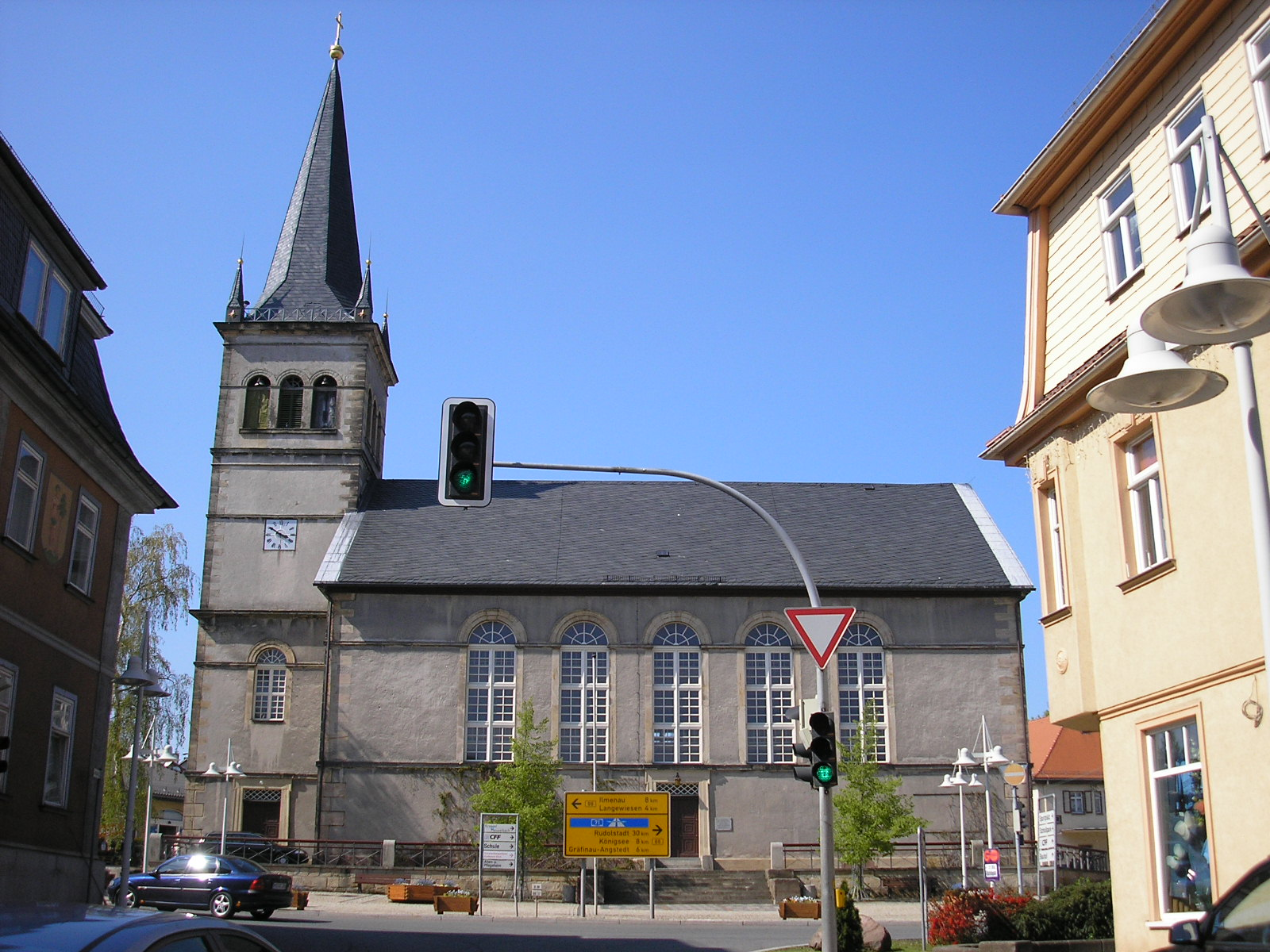
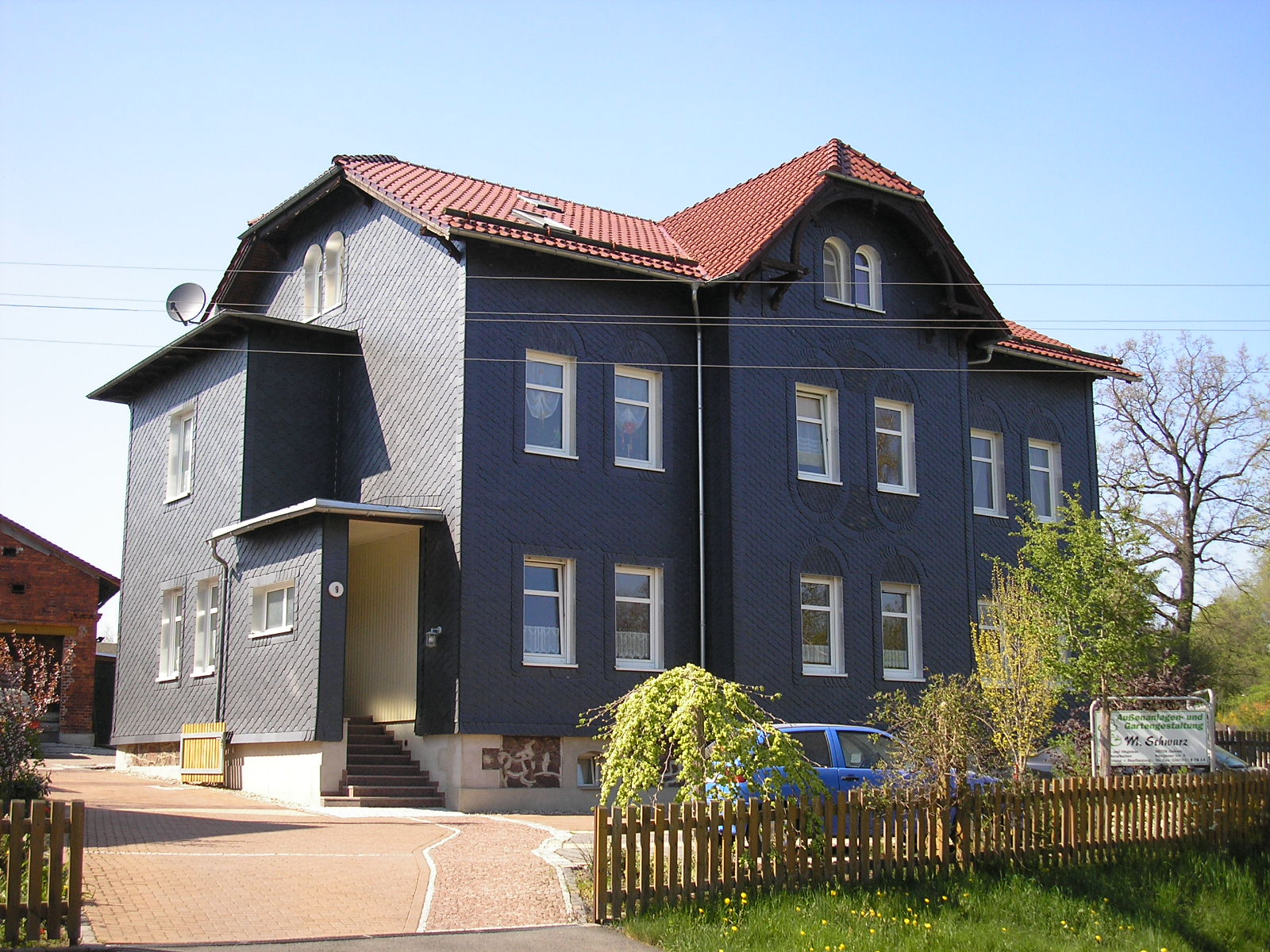
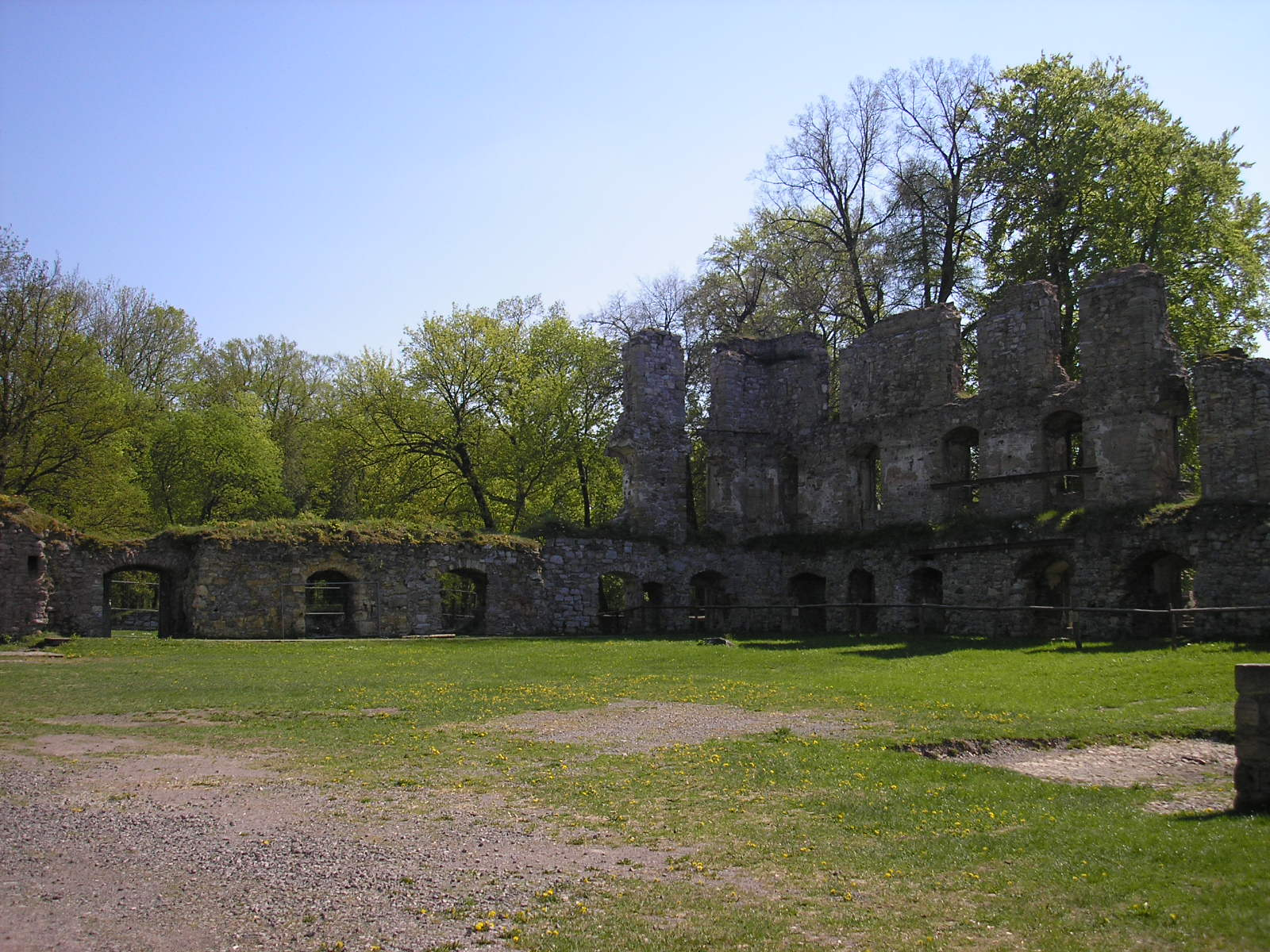
Замок
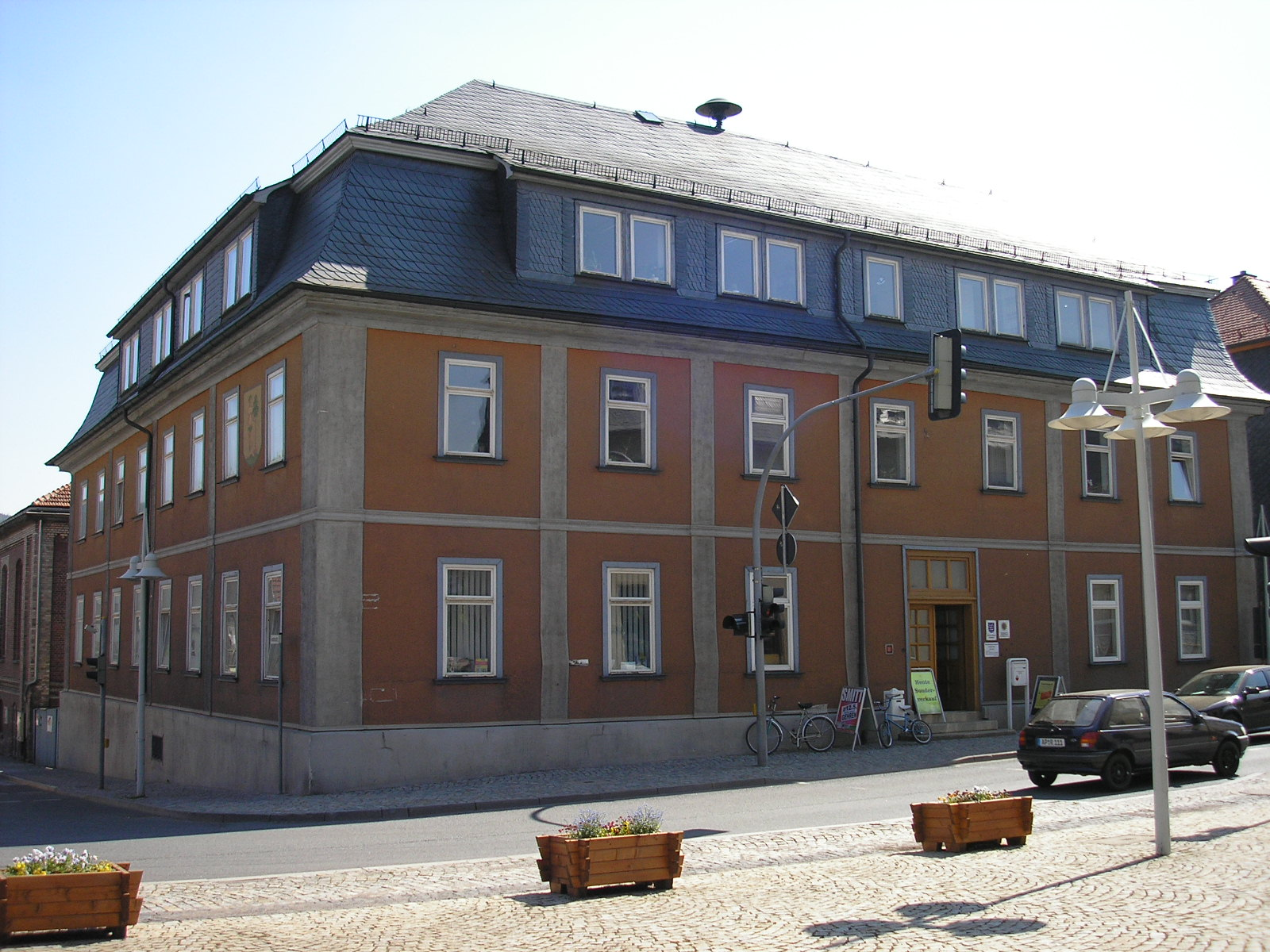
Ратуша
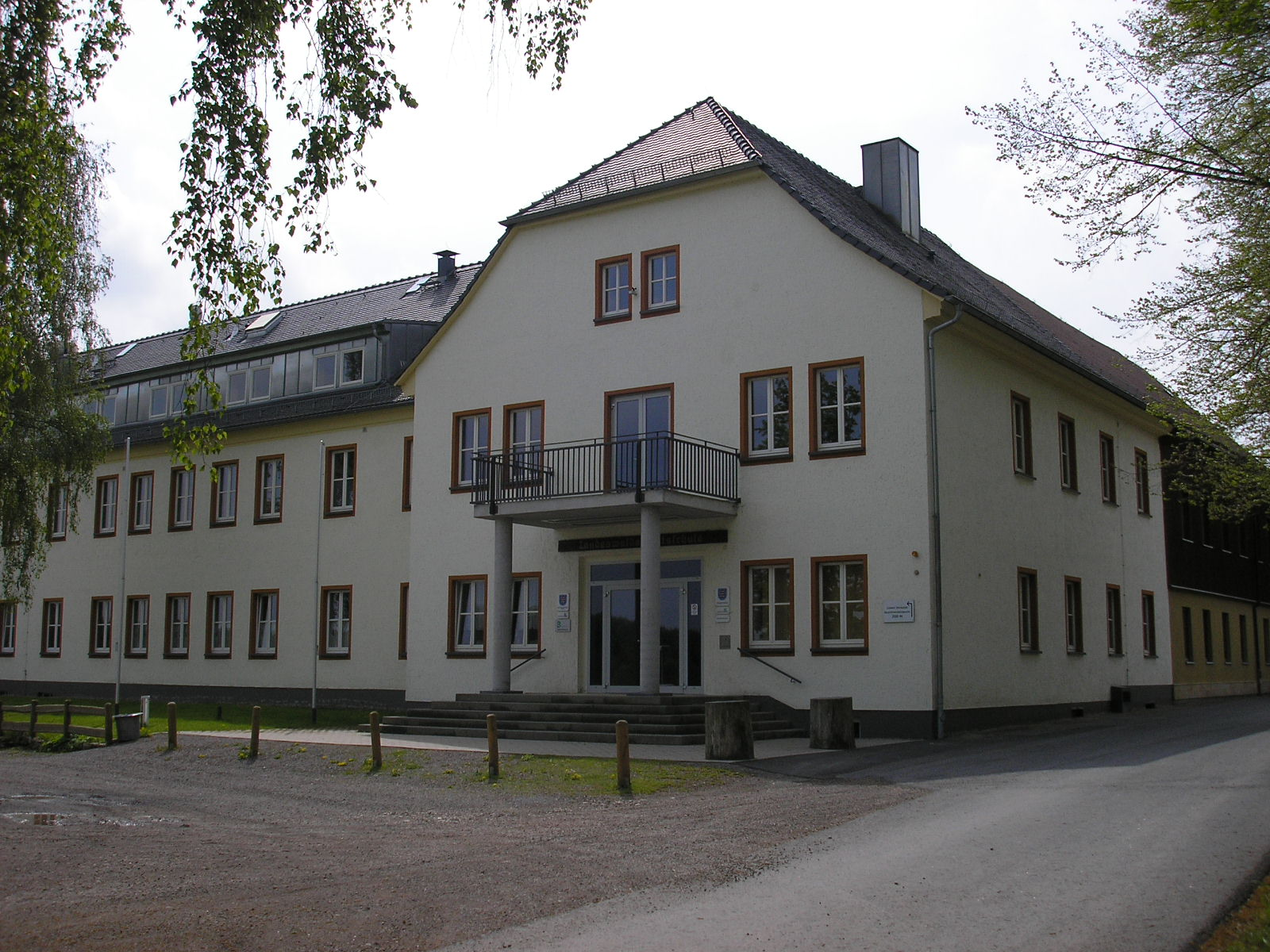
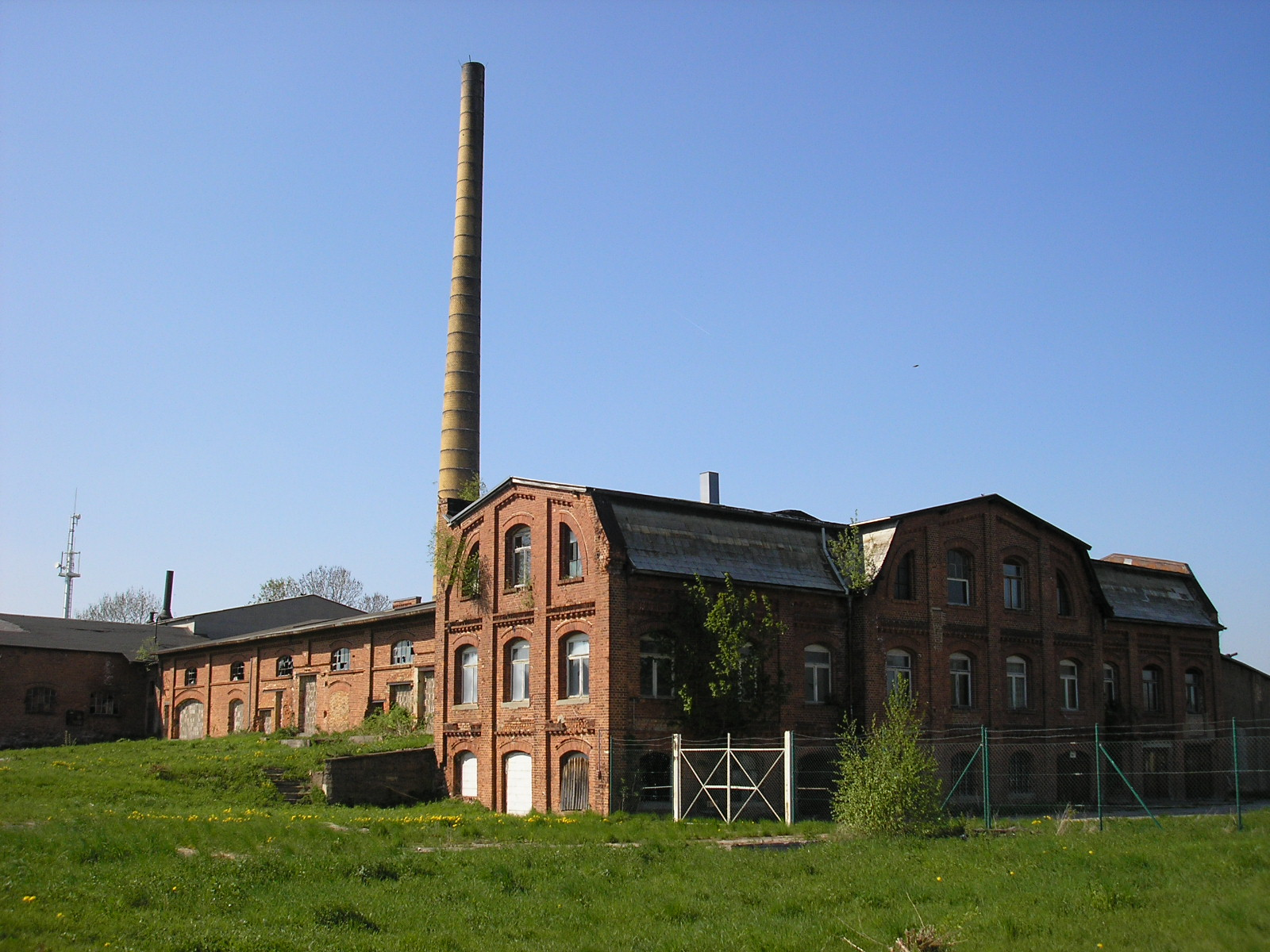
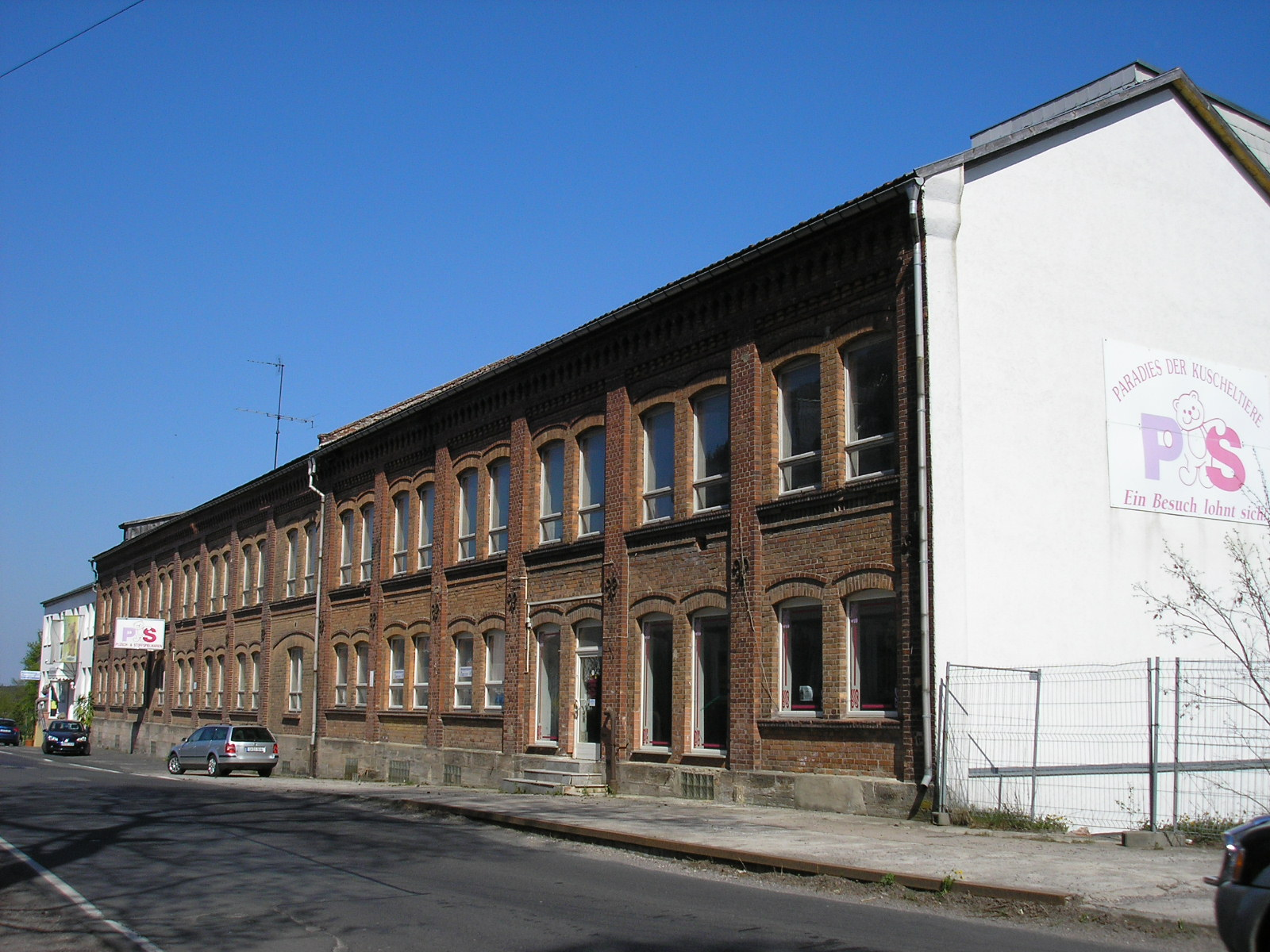
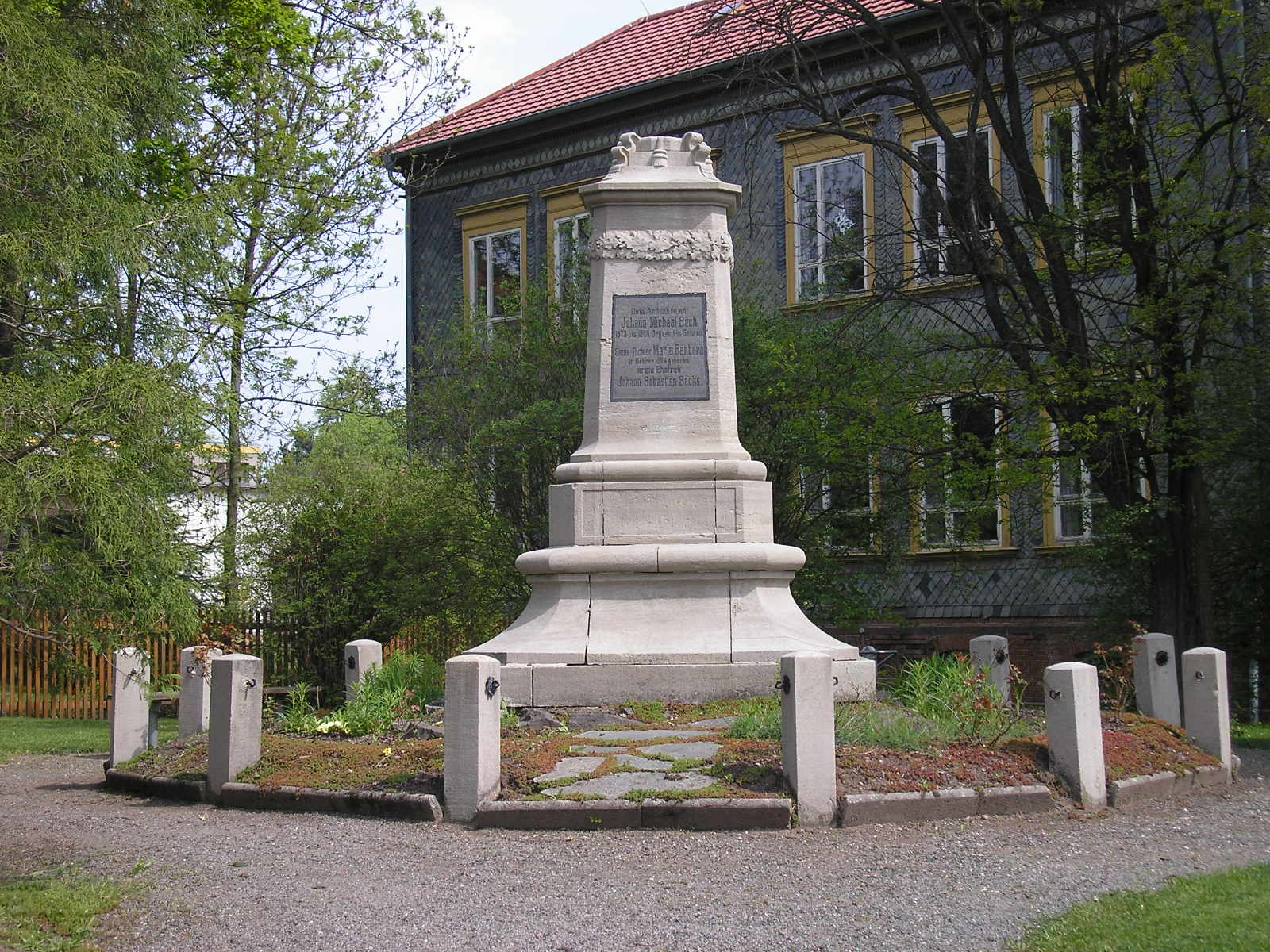
Памятник И.М. Бах и его дочери М.Б. Бах